# Random Access Memories
Random Access Memories — четвертий студійний альбом французького електронного дуету Daft Punk, виданий в 2013 році.
Random Access Memories отримав визнання критиків після видання, отримавши 87 із 100 на агрегаторі Metacritic і багатьма виданнями був включений до списків найкращих альбомів року. Він також став одним з найбільш комерційно успішних альбомів Daft Punk на сьогоднішній день, очоливши чарти більш ніж 25 країн. Перший сингл з альбому, «Get Lucky» мав критичний і комерційний успіх у всьому світі, очоливши чарти більш ніж 30 країн і став одним з найбільш продаваних цифрових синглів всіх часів.

## Список композицій
| #   | Назва                                            | Тривалість |
| --- | ------------------------------------------------ | ---------- |
| 1.  | «Give Life Back To Music»                        |            |
| 2.  | «The Game Of Love»                               | 5:21       |
| 3.  | «Giorgio By Moroder»                             | 9:04       |
| 4.  | «Within»                                         | 3:48       |
| 5.  | «Instant Crush (feat. Julian Casablancas)»       | 5:37       |
| 6.  | «Lose Yourself To Dance (feat. Фаррелл Вільямс)» | 5:53       |
| 7.  | «Touch (feat. Paul Williams)»                    | 8:18       |
| 8.  | «Get Lucky (feat. Фаррелл Вільямс)»              | 6:08       |
| 9.  | «Beyond»                                         | 4:50       |
| 10. | «Motherboard»                                    | 5:41       |
| 11. | «Fragments Of Time (feat. Todd Edwards)»         | 4:39       |
| 12. | «Doin' It Right (feat. Panda Bear)»              | 4:11       |
| 13. | «Contact»                                        | 6:21       |